# Karimeh Abbud
Karimeh Abbud (كريمة عبّود ; 1893 à Bethléem - 1940 à Nazareth), aussi connue comme « Lady Photographer », est une photographe et artiste palestinienne qui a vécu et travaillé au Liban et en Palestine durant la première moitié du XXe siècle.

## Biographie
Karimeh Abbud est née en 1893 à Bethléem. À l'époque de sa naissance , son père Akram Stelle enseignait avant de devenir pasteur de l'église luthérienne. Elle est la deuxième de six enfants. Elle reçoit comme cadeau d'anniversaire un appareil photo en 1913 et commence à s'intéresser à la photographie. Ses premières photos sont de sa famille, ses amis, et des paysages de Bethléem, et sa première photo autographe porte la date d'octobre 1919.
Karimeh Abbud étudie la littérature arabe à l'Université américaine de Beyrouth. Elle fait un voyage à Baalbek pour y photographier les sites archéologiques. Puis elle installe un studio photographique chez elle et contribue au financement de ses études en prenant des portraits et des photos de mariage. Elle fait également de nombreuses photos d'espaces publics dans diverses villes de Palestine, dont Haïfa, Nazareth, et Tibériade.

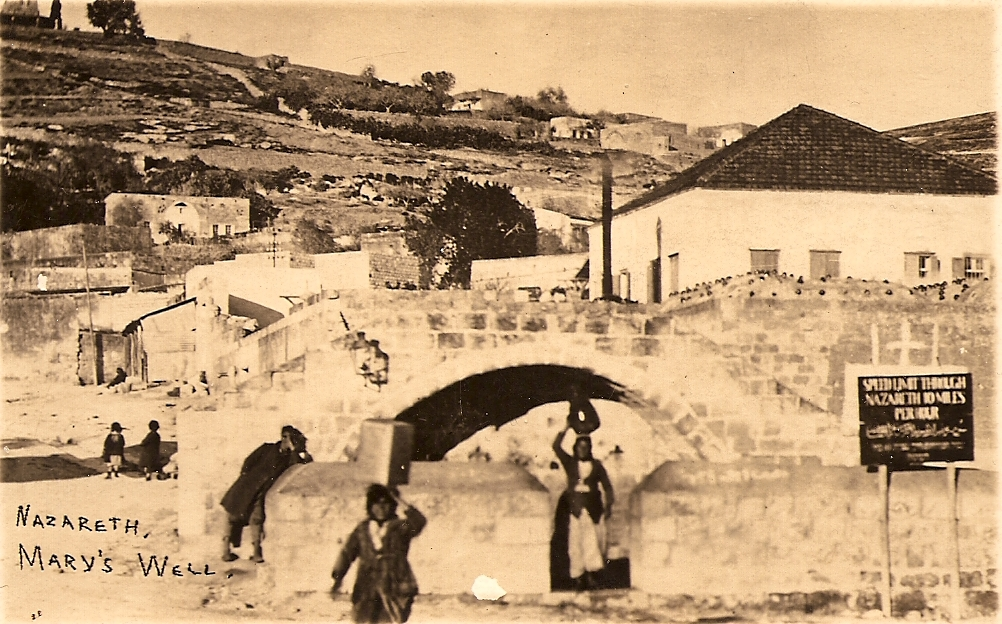
Carte postale représentant le Puits de Marie à Nazareth, vers 1925, par Karimeh Abbud

À partir des années 1930, Karimeh Abbud est une photographe professionnelle et devient connue à Nazareth, en particulier dès le moment où le photographe de Nazareth, Fadil Saba, déménage à Haïfa. Durant cette période, ses photographies portaient l'impression bilingue anglaise et arabe "Karimeh Abbud - Lady Photographer - كريمة عبود: مصورة شمس". Ces clichés n'utilisent pas de décor européen, à la différence des photos généralement prises par les autres photographes professionnels de Palestine à la même époque. Et les postures des personnes photographiées sont plus naturelles,.
Karimeh Abbud perd sa mère en 1940 et déménage à Bethléem. Puis on sait peu de chose sur elle. En 1948 éclate la Guerre israélo-arabe, son père meurt en 1949, puis elle retourne à Nazareth où elle décède en 1940 .
Les originaux des tirages de Karimeh Abbud sont conservés par le directeur du projet des archives de Nazareth, Ahmed Mrowat, qui a également écrit une biographie de l'artiste.

## Postérité
Oublié pendant quelques décennies, son travail a été redécouvert au début du XXIe siècle. Le 18 novembre 2016, Google a dédié un Google Doodle à cette photographe pour le 123e anniversaire de sa naissance.